# Kraftwerk Laxede
Das Kraftwerk Laxede ist ein Wasserkraftwerk in der Gemeinde Boden, Provinz Norrbottens län, Schweden, das am Lule älv etwa 28 km flussabwärts von der Mündung des Lilla Luleälven in den Lule älv liegt. Es wurde von 1958 bis 1962 errichtet. Das Kraftwerk ist im Besitz von Vattenfall und wird auch von Vattenfall betrieben.

## Absperrbauwerk
Das Absperrbauwerk besteht aus einer Wehranlage mit drei Wehrfeldern und einer Höhe von 24 m auf der rechten Flussseite und einem Maschinenhaus auf der linken Flussseite. Über die Wehranlage können maximal 2800 m³/s abgeleitet werden; die maximale Hochwasserbelastung wurde mit 3200 m³/s berechnet.
Auf beiden Seiten des Absperrbauwerks schließen sich Seitendämme entlang des Flussufers an; der Damm auf der linken Seite hat eine Länge von 460 m, die Länge des Damms auf der rechten Seite beträgt 580 m.
Das Stauziel liegt bei 44,22 m über dem Meeresspiegel.

## Kraftwerk
Mit dem Bau des Kraftwerks wurde 1958 begonnen; es ging 1962 in Betrieb. Das Kraftwerk verfügt mit drei Kaplan-Turbinen über eine installierte Leistung von 130 (bzw. 194 207 oder 222) MW. Die durchschnittliche Jahreserzeugung liegt bei 815 (bzw. 885) Mio. kWh. Die Fallhöhe beträgt 25 m. Der maximale Durchfluss liegt bei 570 m³/s.
Das Kraftwerk ging zunächst mit zwei Turbinen in Betrieb, die jede 58 MW leisten; eine dritte Turbine mit einer Leistung von 91 MW wurde 1986 installiert. Im September 2011 erhielt Alstom den Auftrag, die Maschinen 1 und 2 zu erneuern; die neuen Maschinen werden jeweils 76 MW leisten.